# Matthias Weghofer
Matthias Weghofer (* 13. Jänner 1952 in Wiesen) ist ein österreichischer Politiker (ÖVP). Er war von 1996 bis 2015 Abgeordneter zum Burgenländischen Landtag.

## Ausbildung und Beruf
Weghofer wurde als Sohn des Landwirts Matthias Weghofer aus Wiesen geboren. Er besuchte die örtliche Volksschule und die Hauptschule in Neudörfl. Er wechselte danach an die Handelsakademie Wiener Neustadt, an der er 1972 die Matura ablegte. Weghofer leistete zwischen 1972 und 1973 den Präsenzdienst ab und arbeitet seit 15. Mai 1973 als Angestellter einer Versicherung.

## Politik
Weghofer arbeitet seit 1982 als Gemeinderat und Gemeindevorstand in der Politik Wiesens mit und wurde 1991 zum Bürgermeister gewählt. Von 1993 bis 2010 war Weghofer Bezirksparteiobmann der ÖVP-Mattersburg und von 1996 bis 2015 Mitglied im Burgenländischen Landtag. Weghofer war Bereichssprecher für das Vereinswesen im ÖVP-Landtagsklub.